# 雅浦州

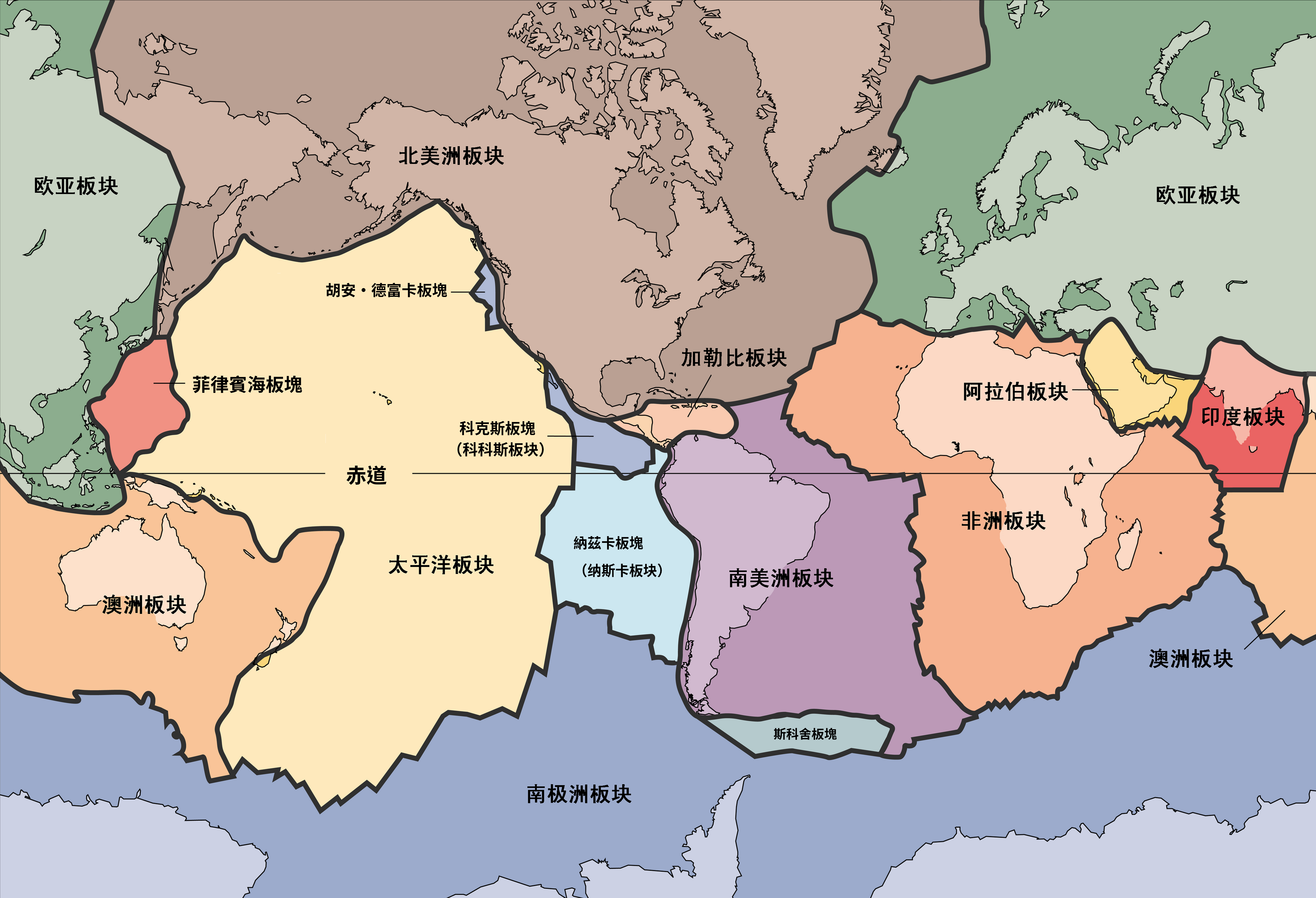
雅浦島位處地圖上大片淡黃色區域（太平洋板塊）和小片深粉紅色區域（菲律賓板塊）的交界處

雅浦州是密克羅尼西亞聯邦4個州之一，首府是科洛尼亚，轄有雅浦島、薩塔瓦爾環礁，以及東面和南面延伸約800公里的14個珊瑚島及環礁：歐里皮克環礁、埃拉托環礁、法斯島、法勞萊普環礁、加費魯特島、伊法利克環礁、拉莫特雷克環礁、恩古盧環礁、奧利馬勞環礁、西法尤環礁、皮凱洛特島、索羅爾環礁、烏利西環礁和沃萊艾環礁。

## 外部結連
（英文）雅浦島旅遊局網站 （页面存档备份，存于）